# جان گراهام (بازیکن فوتبال، زاده ۱۹۲۶)
جان گراهام (انگلیسی: John Graham; ۲۶ آوریل ۱۹۲۶ – سپتامبر ۲۰۰۶ (aged 80)) بازیکن فوتبال اهل بریتانیا بود.
از باشگاه‌هایی که در آن بازی کرده‌است می‌توان به باشگاه فوتبال بلکبرن روورز، باشگاه فوتبال استون ویلا، باشگاه فوتبال روچدیل، باشگاه فوتبال ورکسام، و باشگاه فوتبال برادفورد سیتی اشاره کرد.